# Dataganj
Dataganj là một thị xã và là một nagar panchayat của quận Budaun thuộc bang Uttar Pradesh, Ấn Độ.

## Địa lý
Dataganj có vị trí 28°02′B 79°24′Đ / 28,03°B 79,4°Đ Nó có độ cao trung bình là 158 mét (518 feet).

## Nhân khẩu
Theo điều tra dân số năm 2001 của Ấn Độ, Dataganj có dân số 21.672 người. Phái nam chiếm 53% tổng số dân và phái nữ chiếm 47%. Dataganj có tỷ lệ 50% biết đọc biết viết, thấp hơn tỷ lệ trung bình toàn quốc là 59,5%: tỷ lệ cho phái nam là 57%, và tỷ lệ cho phái nữ là 41%. Tại Dataganj, 20% dân số nhỏ hơn 6 tuổi.